# Округ Данклин (Мисури)
Данклин (енгл. Dunklin County) је округ у америчкој савезној држави Мисури.

## Демографија
По попису из 2010. године број становника је 31.953, што је 1.202 (-3,6%) становника мање него 2000. године.
| Група             | 2000.          | 2010.          |
| Белци             | 28.963 (87,4%) | 26.498 (82,9%) |
| Афроамериканци    | 2.879 (8,7%)   | 3.105 (9,7%)   |
| Азијати           | 90 (0,3%)      | 108 (0,3%)     |
| Хиспаноамериканци | 824 (2,5%)     | 1.727 (5,4%)   |
| Укупно            | 33.155         | 31.953         |